# Erebia monotonia
Erebia monotonia är en fjärilsart som beskrevs av Kammel 1913. Erebia monotonia ingår i släktet Erebia och familjen praktfjärilar. Inga underarter finns listade i Catalogue of Life.